# Ditassa roraimensis
Ditassa roraimensis är en oleanderväxtart som beskrevs av Rudolf Schlechter. Ditassa roraimensis ingår i släktet Ditassa och familjen oleanderväxter. Inga underarter finns listade i Catalogue of Life.